# Timia punctulata
Timia punctulata är en tvåvingeart som beskrevs av Becker 1906. Timia punctulata ingår i släktet Timia och familjen fläckflugor. Inga underarter finns listade i Catalogue of Life.